# Seznam chráněných území v okrese Mělník
Toto je seznam chráněných území v okrese Mělník aktuální k roku 2016, ve kterém jsou uvedena chráněná území v oblasti okresu Mělník.
| Kód  | Obrázek                                                                                  | Typ  | Název                      | Rozloha (ha) | Galerie Commons                                                          | Popis území | Souřadnice                       |
| ---- | ---------------------------------------------------------------------------------------- | ---- | -------------------------- | ------------ | ------------------------------------------------------------------------ | --- | -------------------------------- |
| 6106 | Tok říčky Pšovky západně od Velkého Borku                                                | PP   | Dolní Pšovka               | 24,9         | Kategorie „Dolní Pšovka“ na Wikimedia Commons                            | Soubor drobných vodních toků, vodních ploch a souvisejících mokřadů s výskytem řady zvláště chráněných druhů rostlin a živočichů, k nimž patří mj. piskoř pruhovaný, sekavec (Cobitis taenia), vrkoč bažinný a vrkoč útlý                                                                                                  | 50°20′25″ s. š., 14°32′11″ v. d. |
| 1706 |                                                                                          | PR   | Dřínovská stráň            | 5,66         | Kategorie „Dřínovská stráň“ na Wikimedia Commons                         | Opukové bílé stráně s bohatou teplomilnou květenou a entomofaunou | 50°15′57″ s. š., 14°23′6″ v. d.  |
| 2178 | Pohled z horní hrany přírodní památky po svahu dolů do údolí Vltavy                      | PP   | Hlaváčková stráň           | 0,65         | Kategorie „Hlaváčková stráň“ na Wikimedia Commons                        | Suché louky a skalní stepi | 50°12′46″ s. š., 14°21′27″ v. d. |
| 112  | Holý vrch                                                                                | NPP  | Holý vrch                  | 1,17         | Kategorie „Holý vrch (národní přírodní památka)“ na Wikimedia Commons    | Naleziště lýkovce vonného | 50°22′38″ s. š., 14°33′17″ v. d. |
| 2212 | Pískovcové skály na vrchu Hostibejk                                                      | PP   | Hostibejk                  | 1,24         | Kategorie „Hostibejk“ na Wikimedia Commons                               | Referenční profil (stratotyp) karbonskými arkózami nýřanských vrstev kladenského souvrství | 50°14′33″ s. š., 14°18′20″ v. d. |
| 150  | Jiřina                                                                                   | PP   | Jiřina                     | 1,72         | Kategorie „Jiřina (natural monument)“ na Wikimedia Commons               | Zbytek lužního porostu | 50°14′11″ s. š., 14°33′46″ v. d. |
| 23   | Kokořínsko                                                                               | CHKO | Kokořínsko - Máchův kraj   | 41 037,14    | Kategorie „CHKO Kokořínsko“ na Wikimedia Commons                         | | 50°29′41″ s. š., 14°32′3″ v. d.  |
| 179  | Kokořínský důl                                                                           | PR   | Kokořínský důl             | 2 097        | Kategorie „Kokořínský důl (nature reserve)“ na Wikimedia Commons         | Hluboký kaňon v pískovcích, skalní pokličky | 50°27′5″ s. š., 14°35′46″ v. d.  |
| 184  |                                                                                          | PR   | Kopeč                      | 2,00         | Kategorie „Kopeč (nature reserve)“ na Wikimedia Commons                  | Stepní porosty, lokalita vzácné lipnice badenské | 50°15′2″ s. š., 14°25′42″ v. d.  |
| 1029 | Minická skála                                                                            | PP   | Minická skála              | 0,36         | Kategorie „Minická skála“ na Wikimedia Commons                           | Zbytek stepních společenstev | 50°13′7″ s. š., 14°17′14″ v. d.  |
| 2110 | Označení rezervace                                                                       | PR   | Mokřady dolní Liběchovky   | 36,46        | Kategorie „Mokřady dolní Liběchovky“ na Wikimedia Commons                | Ochrana rozsáhlé soustavy mokřadů v nivě potoka Liběchovka | 50°26′ s. š., 14°28′29″ v. d.    |
| 1803 |                                                                                          | PR   | Mokřady horní Liběchovky   | 74,04        | Kategorie „Mokřady horní Liběchovky“ na Wikimedia Commons                | Komplex mokřadů s přirozenými společenstvy a hojným výskytem bezobratlých | 50°31′31″ s. š., 14°32′17″ v. d. |
| 2090 |                                                                                          | PP   | Mrzínov                    | 0,87         | Kategorie „Mrzínov“ na Wikimedia Commons                                 | Stráně lesostepního charakteru | 50°23′52″ s. š., 14°32′49″ v. d. |
| 2114 |                                                                                          | PP   | Na oboře                   | 3,46         | Kategorie „Na oboře“ na Wikimedia Commons                                | Ochrana zachovalých strání se společenstvy svazu Bromion erecti | 50°25′40″ s. š., 14°31′10″ v. d. |
| 1024 | Netřebská slaniska                                                                       | PP   | Netřebská slaniska         | 1,01         | Kategorie „Category:Netřebská slaniska“ na Wikimedia Commons             | Přirozená slanomilná společenstva s výskytem solenky Valerandovy | 50°15′43″ s. š., 14°26′23″ v. d. |
|      | teplomilné vřesoviště v chráněném území                                                  | PP   | Pahorek u Ledčic           | 1,3074       | Kategorie „Pahorek u Ledčic“ na Wikimedia Commons                        | Trávníky kontinentálních dun, suchá vřesoviště a na ně vázané teplomilné druhy flóry a fauny | 50°21′1″ s. š., 14°19′6″ v. d.   |
| 1026 |                                                                                          | PP   | Písčina u Tišic            | 0,60         | Kategorie „Písčina u Tišic“ na Wikimedia Commons                         | Lokalita kriticky ohrožených druhů | 50°15′55″ s. š., 14°33′4″ v. d.  |
| 3380 | Písčina u Tuhaně                                                                         | PP   | Písčina u Tuhaně           | 0,43         | Kategorie „Písčina u Tuhaně“ na Wikimedia Commons                        | Společenstva písčin s výskytem pískomilných druhů rostlin a živočichů | 50°17′46″ s. š., 14°31′19″ v. d. |
| 6016 | Kozelská tůň v PP Polabí u Kostelce                                                      | PP   | Polabí u Kostelce          | 84,6169      | Kategorie „Polabí u Kostelce“ na Wikimedia Commons                       | Nadprůměrně zachovalá říční niva velkého toku s charakteristickou mozaikou lužních lesů, luk, vodních ploch a mokřadů s výskytem řady vzácných druhů rostlin a živočichů | 50°15′12″ s. š., 14°34′18″ v. d. |
| 329  | Polabská červnava                                                                        | NPP  | Polabská černava           | 7,70         | Kategorie „Polabská černava“ na Wikimedia Commons                        | Zbytek černav s typickou květenou | 50°20′51″ s. š., 14°33′13″ v. d. |
| 5780 |                                                                                          | PP   | Slaná louka u Újezdce      | 1,38         | Kategorie „Slaná louka u Újezdce“ na Wikimedia Commons                   | vnitrozemské slané louky, polopřirozené suché trávníky a facie křovin na vápnitých podložích | 50°16′55″ s. š., 14°25′23″ v. d. |
| 1027 | PR Slatinná louka u Liblic chrání louku uvnitř PP Zámecký park Liblice                   | PR   | Slatinná louka u Liblic    | 2,27         | Kategorie „Slatinná louka u Liblic“ na Wikimedia Commons                 | Vynikající orchidejová louka | 50°18′29″ s. š., 14°34′55″ v. d. |
| 1028 | Sprašová rokle                                                                           | PP   | Sprašová rokle u Zeměch    | 1,49         | Kategorie „Sprašová rokle u Zeměch“ na Wikimedia Commons                 | Hluboký kaňon ve spraši | 50°13′36″ s. š., 14°16′1″ v. d.  |
| 2112 |                                                                                          | PP   | Stráně Hlubokého dolu      | 4,64         | Kategorie „Stráně Hlubockého dolu“ na Wikimedia Commons                  | Ochrana xerotermní lokality na hranách skal s výskytem vzácných a ohrožených společenstev organismů | 50°26′45″ s. š., 14°29′7″ v. d.  |
| 2113 | Stráně Truskavenského dolu                                                               | PP   | Stráně Truskavenského dolu | 0,53         | Kategorie „Stráně Truskavenského dolu“ na Wikimedia Commons              | Ochrana xerotermní lokality na hranách skal | 50°26′9″ s. š., 14°32′2″ v. d.   |
| 664  | Špičák u Střezijovic                                                                     | PP   | Špičák u Střezivojic       | 0,50         | Kategorie „Špičák u Střezivojic“ na Wikimedia Commons                    | Pískovcová skalní jehla s „železnými růžemi“ | 50°29′23″ s. š., 14°34′2″ v. d.  |
| 5940 | Úpor focený z druhé strany Labe                                                          | PR   | Úpor–Černínovsko           | 877,4550     | Kategorie „Úpor–Černínovsko“ na Wikimedia Commons                        | Zachovalý lužní les se sněženkou podsněžníkem, slepé labské rameno s lužním lesem a vlhké nivní louky s mokřadními depresemi | 50°19′55″ s. š., 14°29′ v. d.    |
| 2252 | Uvnitř dolu                                                                              | PP   | Vehlovické opuky           | 0,9446       | Kategorie „Vehlovické opuky“ na Wikimedia Commons                        | Naleziště svrchnokřídových zkamenělin v uloženinách jizerského souvrství, populace letounů, využívající jako zimoviště podzemní prostory vzniklé při historické těžbě hornin | 50°23′32″ s. š., 14°28′10″ v. d. |
| 6004 |                                                                                          | PP   | Veltrusy                   | 255,49       | Kategorie „Veltrusy (natural monument)“ na Wikimedia Commons             | Páchník hnědý a roháč obecný včetně jejich biotopů | 50°16′57″ s. š., 14°20′8″ v. d.  |
| 1025 |                                                                                          | PR   | Všetatská černava          | 8,82         | Kategorie „Všetatská černava“ na Wikimedia Commons                       | Vápnitá slatiniště s mařicí pilovitou a druhy svazu Caricion davallianae | 50°16′28″ s. š., 14°34′23″ v. d. |
| 5685 | V někdejší liblické zámecké oboře (anglického parku) jsou ponechána torza starých stromů | PP   | Zámecký park Liblice       | 33,48        | Kategorie „Zámecký park Liblice (natural monument)“ na Wikimedia Commons | Bezkolencové louky na vápnitých, rašelinných nebo hlinito-jílovitých půdách, extenzivní sečené louky nížin až podhůří, zásaditá a přechodová slatiniště, smíšené lužní lesy s dubem letním, jilmem vazem, jilmem habrolistým, jasanem ztepilým a zvláště chráněné druhy rostlin a živočichů vázané na jmenovaná stanoviště | 50°18′31″ s. š., 14°34′58″ v. d. |
| 2111 | Želízky                                                                                  | PP   | Želízky                    | 1,05         | Kategorie „Želízky“ na Wikimedia Commons                                 | Ochrana xerotermní lokality na hranách skal s výskytem vzácných a ohrožených společenstev organismů | 50°26′5″ s. š., 14°30′55″ v. d.  |
| 6131 | porost kvetoucí hvězdnice zlatovlásek v chráněném území                                  | PP   | Žerka                      | 19,0037      | Kategorie „Žerka“ na Wikimedia Commons                                   | Polopřirozené suché trávníky a facie křovin na vápnitých podložích a na ně vázané charakteristické teplomilné druhy flóry a fauny | 50°25′11″ s. š., 14°30′44″ v. d. |

## Zrušená chráněná území
| Kód  | Obrázek                                | Typ | Název        | Rozloha (ha) | Galerie Commons                               | Popis území                                                   | Souřadnice                       |
| ---- | -------------------------------------- | --- | ------------ | ------------ | --------------------------------------------- | ------------------------------------------------------------- | -------------------------------- |
| 2454 | Černínovsko focené z druhé strany Labe | PR  | Černínovsko  | 10,14        | Kategorie „Černínovsko“ na Wikimedia Commons  | Slepé labské rameno s lužním lesem                            | 50°17′1″ s. š., 14°30′38″ v. d.  |
| 2177 | Kelské louky                           | PR  | Kelské louky | 87,05        | Kategorie „Kelské louky“ na Wikimedia Commons | Vlhké nivní louky s mokřadními depresemi na pravém břehu Labe | 50°19′26″ s. š., 14°29′47″ v. d. |
| 474  | Úpor focený z druhé strany Labe        | PR  | Úpor         | 225,42       | Kategorie „Úpor“ na Wikimedia Commons         | Zachovalý lužní les se sněženkou podsněžníkem                 | 50°19′55″ s. š., 14°29′ v. d.    |